# غايل أكوستا
غايل أكوستا (بالإسبانية: Gael Acosta) هو لاعب كرة قدم مكسيكي في مركز نصف الجناح، ولد في 26 مارس 1992 في ولاية سينالوا في المكسيك. لعب مع أتلانتي إف سي ونادي مونتيري.

## وصلات خارجية
- غايل أكوستا على موقع قاعدة بيانات كرة القدم.إي يو (الإنجليزية)
- غايل أكوستا على موقع Soccerway.com (الإنجليزية)
- غايل أكوستا على موقع AS.com (الإسبانية)